# Datafernes
Datafernes (Dataphernes, Δαταφέρνης) va ser un noble persa, lloctinent de Bessos de Bactriana, un dels que va combatre a Alexandre el Gran l'any 329 aC.
Es va unir llavors a Espitàmenes (Spitamenes), sàtrapa de Sogdiana, revoltat contra els macedonis, i quan la revolta va ser aplanada va buscar refugi amb els dahes (dahae), que quan van saber de la mort d'Espitàmenes el van entregar a Alexandre carregat de cadenes.